# Нокшино (Великоустюгский район)
Нокшино — деревня в Великоустюгском районе Вологодской области.
Входит в состав Юдинского сельского поселения, с точки зрения административно-территориального деления — в Юдинский сельсовет.
Расстояние по автодороге до районного центра Великого Устюга — 9,5 км, до центра муниципального образования Юдино — 6 км. Ближайшие населённые пункты — Коробово, Сереброво, Шатрово, Пазухи, Заямжа, Пайкино.
По переписи 2002 года население — 17 человек.
В Нокшино расположен ансамбль из 2 церквей, являющийся памятником архитектуры, — церковь Царя Константина и церковь Рождества Богородицы.
В деревне родился Герой Советского Союза Александр Кузнецов.